# Grande Prêmio dos Países Baixos de 1976
Resultados do Grande Prêmio dos Países Baixos de Fórmula 1 realizado em Zandvoort em 29 de agosto de 1976. Décima segunda etapa do campeonato, nele o britânico James Hunt repetiu a vitória do ano anterior.

## Classificação da prova
| Pos. | Nº | Piloto                   | Construtor         | Voltas | Tempo/Diferença   | Grid | Pontos |
| ---- | -- | ------------------------ | ------------------ | ------ | ----------------- | ---- | ------ |
| 1    | 11 | James Hunt               | McLaren-Ford       | 75     | 1:44:52.09        | 2    | 9      |
| 2    | 2  | Clay Regazzoni           | Ferrari            | 75     | + 0.92            | 5    | 6      |
| 3    | 5  | Mario Andretti           | Lotus-Ford         | 75     | + 2.09            | 6    | 4      |
| 4    | 16 | Tom Pryce                | Shadow-Ford        | 75     | + 6.94            | 3    | 3      |
| 5    | 3  | Jody Scheckter           | Tyrrell-Ford       | 75     | + 22.46           | 8    | 2      |
| 6    | 9  | Vittorio Brambilla       | March-Ford         | 75     | + 45.03           | 7    | 1      |
| 7    | 4  | Patrick Depailler        | Tyrrell-Ford       | 75     | + 56.28           | 14   |        |
| 8    | 19 | Alan Jones               | Surtees-Ford       | 74     | + 1 volta         | 16   |        |
| 9    | 12 | Jochen Mass              | McLaren-Ford       | 74     | + 1 volta         | 15   |        |
| 10   | 17 | Jean-Pierre Jarier       | Shadow-Ford        | 74     | + 1 volta         | 20   |        |
| 11   | 38 | Henri Pescarolo          | Surtees-Ford       | 74     | + 1 volta         | 22   |        |
| 12   | 25 | Rolf Stommelen           | Hesketh-Ford       | 72     | + 3 voltas        | 25   |        |
| Ret  | 22 | Jacky Ickx               | Ensign-Ford        | 66     | Pane elétrica     | 11   |        |
| Ret  | 39 | Boy Hayje                | Penske-Ford        | 63     | Semieixo          | 21   |        |
| Ret  | 8  | José Carlos Pace         | Brabham-Alfa Romeo | 53     | Vazamento de óleo | 9    |        |
| Ret  | 26 | Jacques Laffite          | Ligier-Matra       | 53     | Vazamento de óleo | 10   |        |
| Ret  | 10 | Ronnie Peterson          | March-Ford         | 52     | Pressão do óleo   | 1    |        |
| Ret  | 24 | Harald Ertl              | Hesketh-Ford       | 49     | Spun Off          | 24   |        |
| Ret  | 28 | John Watson              | Penske-Ford        | 47     | Câmbio            | 4    |        |
| Ret  | 27 | Larry Perkins            | Boro-Ford          | 44     | Acidente          | 19   |        |
| Ret  | 30 | Emerson Fittipaldi       | Fittipaldi-Ford    | 40     | Pane elétrica     | 17   |        |
| Ret  | 7  | Carlos Reutemann         | Brabham-Alfa Romeo | 11     | Clutch            | 12   |        |
| Ret  | 6  | Gunnar Nilsson           | Lotus-Ford         | 10     | Acidente          | 13   |        |
| Ret  | 34 | Hans-Joachim Stuck       | March-Ford         | 9      | Motor             | 26   |        |
| Ret  | 18 | Conny Andersson          | Surtees-Ford       | 9      | Motor             | 18   |        |
| Ret  | 20 | Arturo Merzario          | Wolf-Williams-Ford | 5      | Acidente          | 23   |        |
| DNQ  | 40 | Alessandro Pesenti-Rossi | Tyrrell-Ford       |        |                   |      |        |

## Tabela do campeonato após a corrida
| Pos. | Piloto            | Pontos |
| ---- | ----------------- | ------ |
| 1    | Niki Lauda        | 61     |
| 2    | James Hunt        | 47     |
| 3    | Jody Scheckter    | 38     |
| 4    | Patrick Depailler | 26     |
| 5    | Clay Regazzoni    | 22     |

| Pos. | Construtor   | Pontos |
| ---- | ------------ | ------ |
| 1    | Ferrari      | 70     |
| 2    | McLaren-Ford | 53     |
| 3    | Tyrrell-Ford | 51     |
| 4    | Penske-Ford  | 19     |
| 5    | Ligier-Matra | 16     |

- Nota: Somente as primeiras cinco posições estão listadas. A temporada de 1976 foi dividida em dois blocos de oito corridas onde cada piloto descartaria um resultado. Neste ponto esclarecemos: na tabela dos construtores figurava somente o melhor colocado dentre os carros do mesmo time.